# サウス・エアシャー

サウス・エアシャーの位置

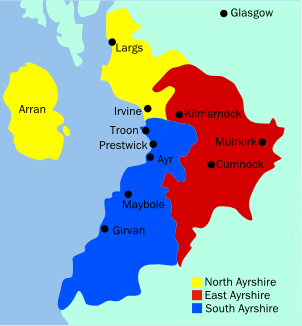
エアーシャー全図。青がサウス・エアシャー

サウス・エアシャー または サウス・エアーシア（英語: South Ayrshire、スコットランド・ゲール語: Siorrachd Inbhir Àir a Deas）は、スコットランドの行政区画の1つである。
エアシャーの南西部を占める。イースト・エアシャー、ノース・エアシャー、ダンフリーズ・アンド・ガロウェイと接する。
総面積は1222平方キロメートル。人口11万1560人（2022年推計）。
中心地はエアである。
付近に南部高地断層があり、低地には広葉樹の原生林、フェン、沼地、イグサの牧草地、草原、高層湿原、ムーアなどがあり、氷河地形の間の窪地および河谷には原生林が残っている。2012年にメリック山を中心とした南隣のガロウェイと隣接する一帯はユネスコの生物圏保護区に指定された。